# Yael Falcón
Yael Cristian Falcón Pérez (* 4. Mai 1988 in Buenos Aires) ist ein argentinischer Fußballschiedsrichter. Seit 2022 steht er auf der FIFA-Liste.

## Werdegang
Seit 2019 leitet Falcón Spiele in Argentiniens höchster Spielklasse, der Primera División.
Zum Jahresbeginn 2022 wurde er durch den Argentinischen Fußballverband für die FIFA-Liste nominiert, was ihn zur Leitung internationaler Partien berechtigt. Seinen ersten Auftritt auf diesem Parkett verzeichnete er im Juni 2022 bei einer Vorrundenpartie der Copa Sudamericana zwischen Everton aus Chile und Club Jorge Wilstermann aus Bolivien. Im Jahr 2023 gehörte er zunächst zum Schiedsrichteraufgebot bei der U-20-WM in seinem Heimatland, bevor er im Rahmen eines Austauschprogramms zwischen dem südamerikanischen Verband CONMEBOL und der UEFA auch Spiele bei der U-19-Europameisterschaft in Malta leitete.
Für das olympische Fußballturnier 2024 in Paris berief ihn die FIFA ebenfalls. Zuvor amtierte Falcón erstmalig bei der Copa América. Beim Turnier in den USA leitete er ein Gruppenspiel. Bei Olympia in Paris kam er mit seinen Assistenten Maximiliano Del Yesso und Facundo Rodríguez zu insgesamt drei Einsätzen. Dabei leitete er auch ein Spiel beim Turnier der Frauen, nämlich das zweite Vorrundenspiel der Deutschen gegen die USA.
Zudem kam Falcón auch zu Spielleitungen in den Ligen Saudi-Arabiens und der Vereinigten Arabischen Emirate.

## Persönliches
Falcón ist von Beruf Sportlehrer und war neben seiner Schiedsrichtertätigkeit von 2020 bis 2023 städtischer Angestellter in der Gemeinde Lanús. 2017 wurde er vom Argentinischen Olympischen Komitee für seine beherzte Reaktion während eines Drittligaspiels ausgezeichnet, durch die er einem Spieler nach einem Zusammenprall das Leben rettete.

## Einsätze beim olympischen Fußballturnier 2024
| Phase         |  | Datum         | Spielort  | Heimmannschaft | Gastmannschaft | Ergebnis  |
| ------------- |  | ------------- | --------- | -------------- | -------------- | --------- |
| Gruppenphase  |  | 24. Juli 2024 | Marseille | Frankreich     | USA            | 3:0 (0:0) |
| Gruppenphase  |  | 28. Juli 2024 | Marseille | USA            | Deutschland    | 4:1 (3:1) |
| Viertelfinale |  | 2. Aug. 2024  | Paris     | Marokko        | USA            | 4:0 (1:0) |